# Список глав государств в 269 году
Список глав государств в 268 году — 269 год — Список глав государств в 270 году — Список глав государств по годам

## Африка
- Мероитское царство (Куш) — Тамелердеамани, царь (266 — 286)

## Азия
- Вакатака — Виндхиасакти, император (250 — 270)
- Гассаниды — Амр I ибн Джафна, царь (265 — 270)
- Гупта — Шри Гупта, махараджа (240 — 280)
- Дханьявади — Тюрия Патипат, царь[англ.] (245 — 298)
- Западные Кшатрапы — Рудрасена II, махакшатрап (255 — 277)
- Иберия — Аспаруг I, царь (265 — 284)
- Китай (Период Троецарствия):
  - Западная Цзинь — У-ди (Сыма Янь), император (265 — 290)
  - У — Сунь Хао, император (264 — 280)
- Корея (Период Трех государств):
  - Конфедерация Кая — Мапхум, ван (259 — 291)
  - Когурё — Юнгчхон, тхэван (248 — 270)
  - Пэкче — Кои, король (234 — 286)
  - Силла — Мичху, исагым (262 — 284)
- Кушанское царство — Канишка III, царь (255 — 275)
- Лахмиды (Хира) — Амр I ибн Ади, царь (268 — 295)
- Паган — Хти Мин Ин, король[англ.] (242 — 299)
- Пальмирское царство:
  - Вабаллат, царь (267 — 272)
  - Зенобия, регент (267 — 272)
- Персия (Сасаниды) — Шапур I, шахиншах (241 — 272)
- Раджарата — Джеттха Тисса I, король (267 — 277)
- Тоба — Тоба Ливэй, вождь (219 — 277)
- Чера — Перумкадунго, царь (257 — 287)
- Япония — Дзингу Кого, регент (201 — 269)

## Европа
- Боспорское царство:
  - Рескупорид V, царь (240 — 276)
  - Синг, царь (258 — 276)
- Ирландия — Кайрбре Лифехайр, верховный король (267 — 284)
- Римская империя:
  - Клавдий II Готский, римский император (268 — 270)
  - Клавдий II Готский, консул (269)
  - Патерн, консул (269)
- Галльская империя:
  - Постум, император (260 — 269)
  - Лелиан, император-узурпатор (269)
  - Марий, император (269)
  - Викторин, император (269 — 271)

## Галерея
- Клавдий II 
 268—270 
 Римский император
- Шапур I 
 241—272 
 Шахиншах Персии
- Постум 
 260—269 
 Император Галльской империи
- Зенобия 
 267—272 
 Царица Пальмиры
- У-ди 
 265—290 
 Император Западной Цзинь
- Дзингу 
 201—269 
 Императрица Японии